# 동부광산안전사무소
동부광산안전사무소(東部鑛山安全事務所, East Mine Security Office)는 광산시설에 대한 안전검사 및 광산시설에 대한 보안대책 사무를 분장하는 대한민국 산업통상자원부의 소속기관이다. 2017년 1월 6일 발족하였으며, 강원특별자치도 태백시 황지로 119에 위치하고 있다. 소장은 서기관 또는 기술서기관으로 보한다.

## 직무
- 광산시설에 대한 안전검사
- 광산시설에 대한 보안대책에 관한 사항

## 관할구역
- 강원특별자치도
- 경상북도 울진군·봉화군

## 연혁
- 1978년 4월 10일: 동력자원부 소속으로 황지광산보안출장소 설치.
- 1980년 5월 1일: 영동광산보안출장소 및 영서광산보안출장소로 분리.
- 1984년 12월 1일: 영동광산보안사무소 및 영서광산보안사무소로 개편.
- 1993년 3월 6일: 상공자원부 소속으로 변경.
- 1994년 12월 23일: 통상산업부 소속으로 변경.
- 1998년 2월 28일: 산업자원부 소속으로 변경.
- 2008년 2월 29일: 지식경제부 소속으로 변경.
- 2013년 3월 23일: 산업통상자원부 소속으로 변경.
- 2017년 1월 6일: 동부광산안전사무소로 개편.